# Palazzo Gambara
Il palazzo Gambara è un edificio antico di Pralboino in provincia di Brescia.

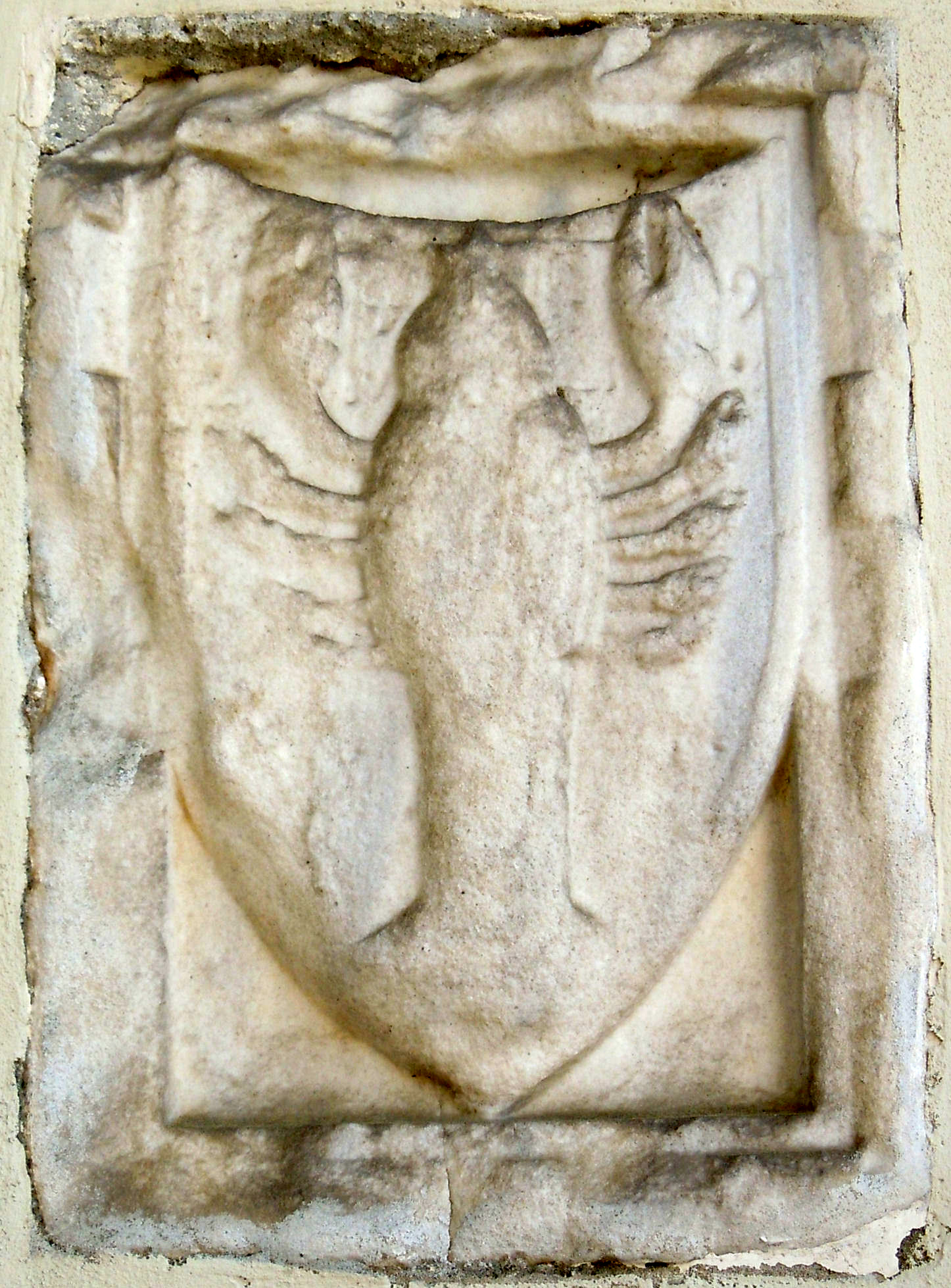
Stemma della famiglia Gambara presente nel portale d'ingresso

## Storia
L'odierno palazzo, ricostruito nel XVIII secolo, sorge sul luogo dove era stato edificato il castello trecentesco dei Gambara. Le prime trasformazioni iniziarono nella seconda metà del XV secolo. I Gambara, nel breve periodo francese (1509-1512) allargarono il loro piccolo dominio con l'aggiunta di Manerbio e Gottolengo. Al ritorno della Serenissima, si dovette restituire il di più e ritornare nei confini precedenti. Restavano tuttavia le alleanze coi Pio, i Pico e i da Correggio e quindi il desiderio di gareggiare con queste illustri signorie. Quando Veronica nel 1508 uscì da qui sposa al marchese Giberto VII da Correggio, il castello doveva essere al suo massimo splendore.
Verso la fine del 1500 probabilmente le molte divisioni della proprietà fra i vari rami diedero inizio ad una certa decadenza delle vecchie strutture del palazzo. Dopo il 1641 il conte Guerriero non denuncia più la proprietà di metà della rocca, ma semplicemente una casa in piazza. Un nuovo impulso allo splendore della casata venne dato da Alemanno Gambara, il quale appena tornato dai 20 anni di bando inflittigli dalla Repubblica di Venezia, quasi per riaffermare l'antica potenza della sua casa, incaricò l'abate Gaspare Turbini di ricostruire completamente il palazzo contemporaneamente alla Chiesa parrocchiale (1782-1790). 
Nel corso dei secoli il palazzo passò ai Ceriani (1826) e, nel Novecento, ai Pellegrini mantenendo la denominazione di quando era una rocca o fortezza.

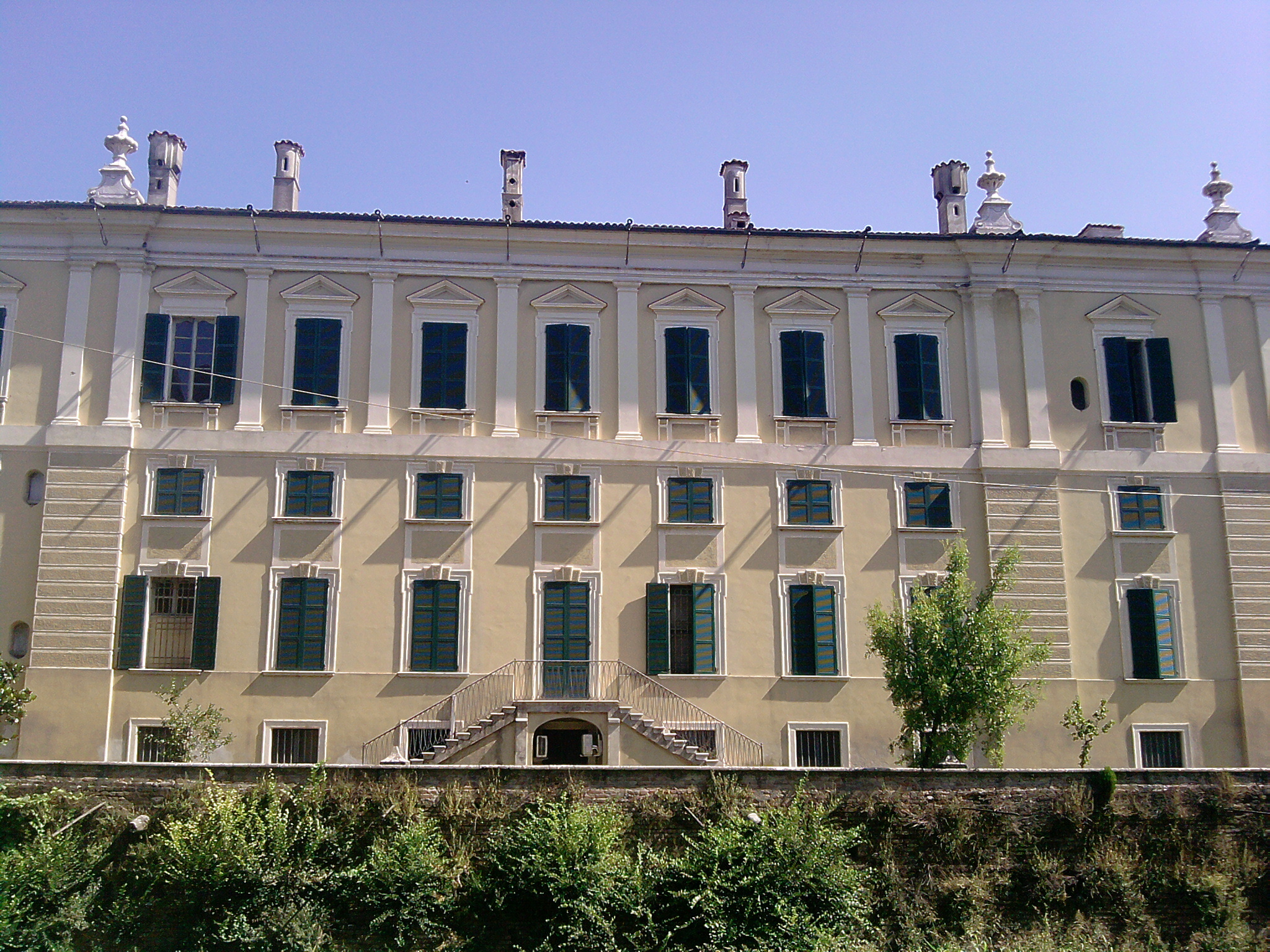
Facciata

## Aspetto esterno
Il palazzo si eleva all'interno della cinta medievale con una regolare pianta quadrata, di circa cinquanta metri di lato, sviluppata su tre piani abitati. Le facciate esterne sono semplici con finestre spesse. Gli spigoli sono bugnati fino al cornicione e sono interrati dalle fasce marcapiani. La facciata verso ponente ha una doppia porta d'ingresso, arricchita da un lungo balcone in pietra e da quattro lesene, da un frontone triangolare e tre obelischi in pietra. Degno di rilievo il grande cortile che si presenta arricchito su tre lati da un porticato, alto e possente con solide colonne toscane. Le campate nel lato d'ingresso fra le colonne sono sette. Trabeata è la campata centrale, più piccola che divide i due portali e spartisce a metà le sei campate. Il lato orientale è rimasto invece senza portico, ma l'intenzione di costruirlo vi era sicuramente, come dimostrano le due colonne voltatesta sormontate da vasi di pietra. Nei lati sud e est rimangono al piano terreno le vecchie scalette anonime che dall'ammezato portano al piano nobile che vennero dal Turbini trasformate in scaloncini abbastanza rozzi.

## Aspetto interno
Manca, in un palazzo di questa mole, lo scalone interno, un tempo considerato quasi la parte più importante di un palazzo. Rimangono due modeste scale che conducono al primo piano in cui le sale sono decorate con eleganza e garbo. 
Nel lato a Nord si trovano tre sale con curiose volte a spicchi e, sul soffitto e nelle pareti, decorazioni ancora di gusto barocco, in parte cancellate e modesti medaglioni.
Il saloncino centrale porta dipinta sulla volta una finta cupola a cassettoni ed emblemi guerreschi: alle pareti riaffiorano, sotto la calce recente, lesene ioniche e altissimi candelabri dipinti su fondo verde. 
La galleria sopra il portico e altre due sale a nord hanno delle decorazioni a foglie palustri, tendaggi e trofei sia sul soffitto che sulle pareti.

## Personaggi illustri legati al palazzo

### Veronica Gambara
Veronica nacque a Pralboino, feudo della famiglia Gambara tra il 29 e il 30 novembre 1485, dal conte Gianfrancesco e da Alda Pio.
I primi anni della sua vita non sono noti, si sa però che fu precoce nell’esercizio poetico, come testimoniamo la pubblicazione di diversi componimenti giovanili. Si sposò con il conte Giberto VII da Correggio, città dove Veronica si stabilì nel 1508 dando al marito un discendente maschio: Ippolito (1510-1552). Catturata durante un'insurrezione della città, venne librata dai francesi di Gaston de Foix (1512). Dopo la morte di Gilberto, avvenuta nel 1518, respinse l'idea di contrarre un secondo matrimonio e si dedicò alla cura dei figli e del piccolo stato, abbandonando l'atteggiamento filo francese e difendendolo dalle aggressioni armate. Nonostante gli impegni politici, non abbandonò gli studi letterari continuando a produrre rime e curò un'intensa corrispondenza con i più importanti letterati dell'epoca.